# إلكترو (مارفل كوميكس)
إلكترو  (بالإنجليزية:Electro) شخصية خيالية شريرة ظهر لأول مره في عام 1964 في القصص المصورة التي نشرتها شركة مارفيل كومكس بجانب الرجل العنكبوت ويتميز بقوته الكهربائية.